# Ložina
Ložina je naselje v Občini Podlehnik.